# Hypselohaptodus
Hypselohaptodus is een geslacht van uitgestorven synapside sphenacodonten uit het Cisuralien van Engeland. Het bevat als enige soort Hypselohaptodus grandis. 

## Vondst en naamgeving
De soort is alleen bekend van een enkel exemplaar, een gedeeltelijk linkerbovenkaaksbeen, holotype  GSM GZ 1071, dat wordt tentoongesteld in het Warwick County Museum. Het werd verzameld in Kenilworth (Warwickshire), Engeland, uit de Kenilworth Sandstone-formatie (Warwickshire Group), daterend uit het vroegste Asselien van het Cisuralien, ongeveer 299 miljoen jaar geleden.
Hypselohaptodus grandis werd oorspronkelijk door Roberta Paton in 1974 aan Haptodus toegewezen als een Haptodus grandis, "de grote". In 2015 werd vastgesteld dat Haptodus grandis en Haptodus garnettensis niet verwant waren aan Haptodus baylei. In 2019 benoemde Frederik Spindler het nieuwe geslacht Hypselohaptodus, de "hoge Haptodus" als verwijzing naar de hoge gezichtsmassa.

## Beschrijving
Het holotype is ongeveer zeven centimeter lang. Dit duidt op een lichaamslengte van ruim een meter.
Er werden enkele onderscheidende kenmerken aangegeven. Een ervan is een mogelijke autapomorfie, unieke afgeleide eigenschap. Een uitstekende lob van het bovenste blad van het bovenkaaksbeen ligt achter de hoektanden en heeft een licht bol gekromde voorrand. Daarnaast is er een unieke combinatie van op zich niet unieke kenmerken. Sommige daarvan zijn plesiomorfieën. De tanden zijn lang en zwak gekromd. De snijranden van de tanden zijn zwak ontwikkeld en missen kartelingen. Er is een groot aantal tanden vóór de hoektanden (minstens drie, vermoedelijk vier). Een ervan is een symplesiomorfie van de Sphenacodontoidea. Het bovenkaaksbeen raakt het neusbeen, het traanbeen van het neusgat dringend.

## Fylogenie
Hypselohaptodus is in de Sphenacodontia geplaatst.